# Гандон (Сенегал)
Гандо́н (фр. Gandon) — село і сільська громада (communauté rurale) у Сенегалі, на території області (регіону) Сент-Луїс. Входить до складу департаменту Сент-Луїс.

## Географія
Село знаходиться в північно-західній частині Сенегалу, на схід від гирла річки Сенегал, на відстані приблизно 158 кілометрів на північний схід від столиці країни Дакару. Абсолютна висота — 2 метри над рівнем моря .

## Населення
За даними Національного агентства статистики і демографії Сенегалу (Agence nationale de la statistique et de la démographie) чисельність населення Гандону у 2013 році становила 40 763 людини, з яких чоловіки становили 51,25 %, жінки — відповідно 48,75 %.

## Транспорт
Через село проходить національна автотраса N2. Найближчий аеропорт розташований у місті Сен-Луї.